# Сахни (Хмельницький район)
Сахни́ — село в Україні, у Летичівській селищній громаді Хмельницького району Хмельницької області. Населення становить 275 осіб.

## Історія
7 (20) листопада 1917 року, відповідно до Третього Універсалу Української Центральної Ради, увійшло до складу Української Народної Республіки.
31 жовтня 1921 р. під час Листопадового рейду через Сахни проходила Подільська група (командувач Михайло Палій-Сидорянський) Армії Української Народної Республіки.
12 червня 2020 року, відповідно до розпорядження Кабінету Міністрів України № 727-р «Про визначення адміністративних центрів та затвердження територій територіальних громад Хмельницької області», увійшло до складу Летичівської селищної територіальної громади.
19 липня 2020 року, в результаті адміністративно-територіальної реформи та ліквідації Летичівського району, село увійшло до складу новоутвореного Хмельницького району.

## Постаті
- Народився повстанський отаман Василь Сензюк-«Василь Харко». Підхорунжий Армії УНР, від початку 1921 учасник підпілля на Поділлі. Охоронець та помічник отамана Якова Гальчевського-«Орла». Загинув 27.07.1923 біля с. Віньківці.[5]

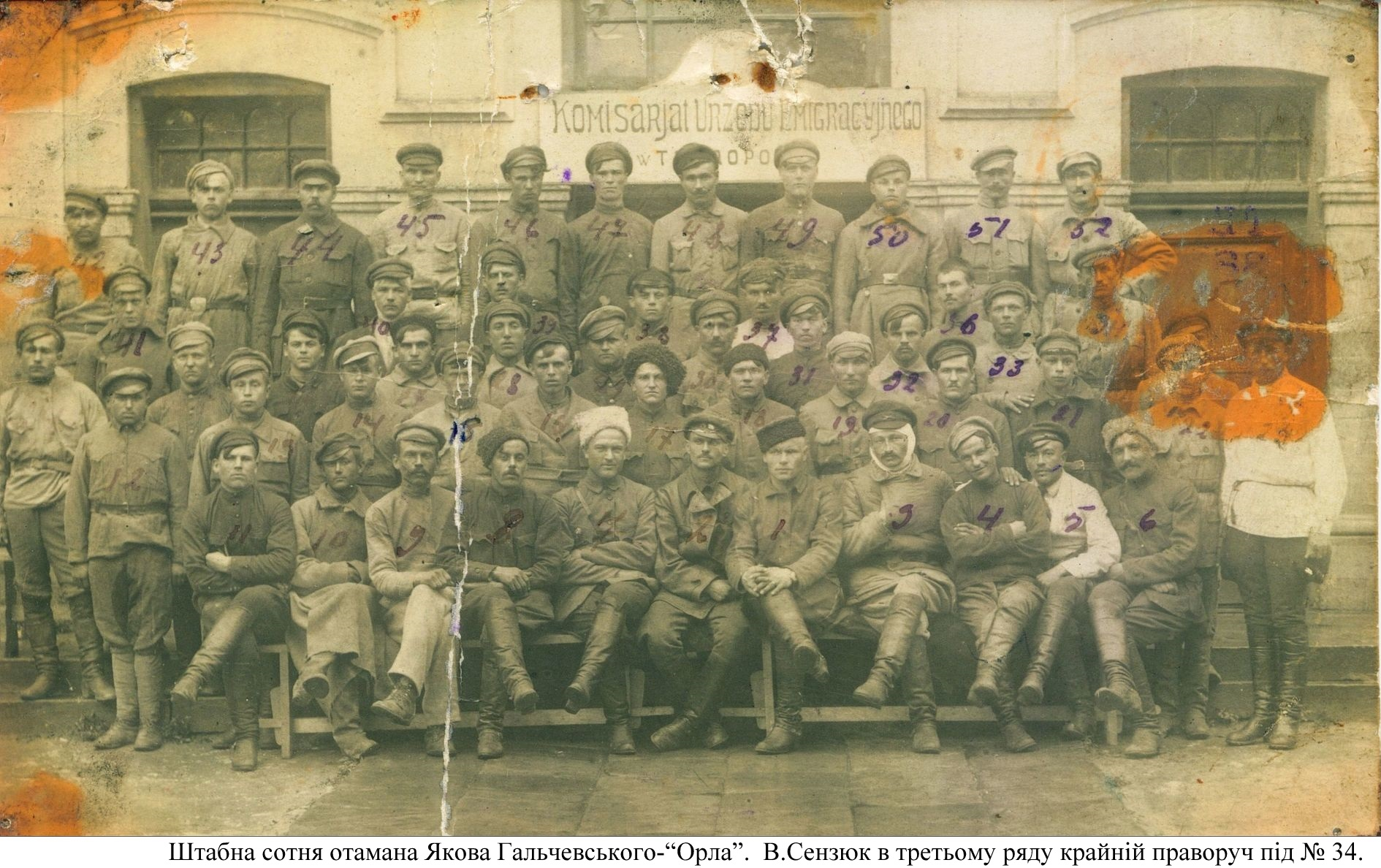
Штабна сотня Якова Гальчевського